# تیکائو (بازیکن فوتبال)
تیکائو (به پرتغالی: Carlos Augusto Bertoldi) هافبک اهل برزیل است که در شهر کوریتیبا و در تاریخ ۷ فوریهٔ ۱۹۸۵ به دنیا آمده‌است.
تیکائو در تیم‌های فوتبال اتلتیکو پارانائنزه سابقهٔ حضور دارد.